# Questioni socio-economiche in India

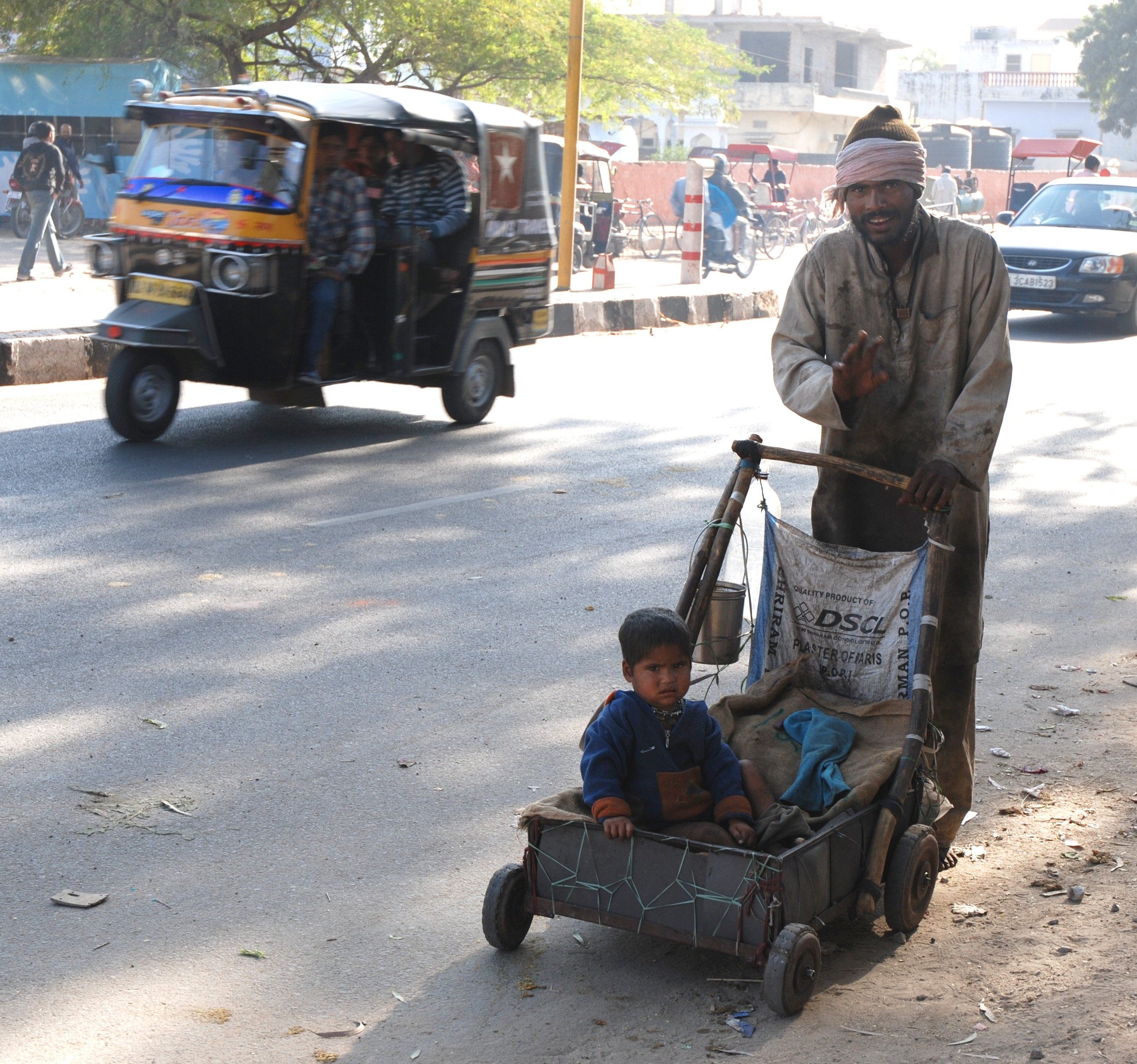
Povertà in India.

## Sovrappopolazione
Il subcontinente indiano soffre da decenni di un problema di sovrappopolazione; attualmente il numero di abitanti è stimato esser attestato in circa un miliardo e 392 milioni di persone: anche se si trova al 2º posto come popolazione (dietro la Repubblica popolare cinese) tra tutte le nazioni del pianeta, grazie all'immensità del suo territorio si classifica solo 33° come densità complessiva.
Nei primi anni '70 l'allora primo ministro Indira Gandhi aveva tentato di far attuare un programma di sterilizzazione forzata, ma senza riuscirvi: ufficialmente la sterilizzazione veniva richiesta agli uomini con già almeno due o più figli, ma in realtà vennero colpiti anche giovani oppositori politici, analfabeti e poveri. Il risultato finale è stato un'avversione pubblica generalizzata contro ogni forma di pianificazione familiare, il che ha ostacolato tutti i programmi governativi dei decenni seguenti.

## Questioni economiche

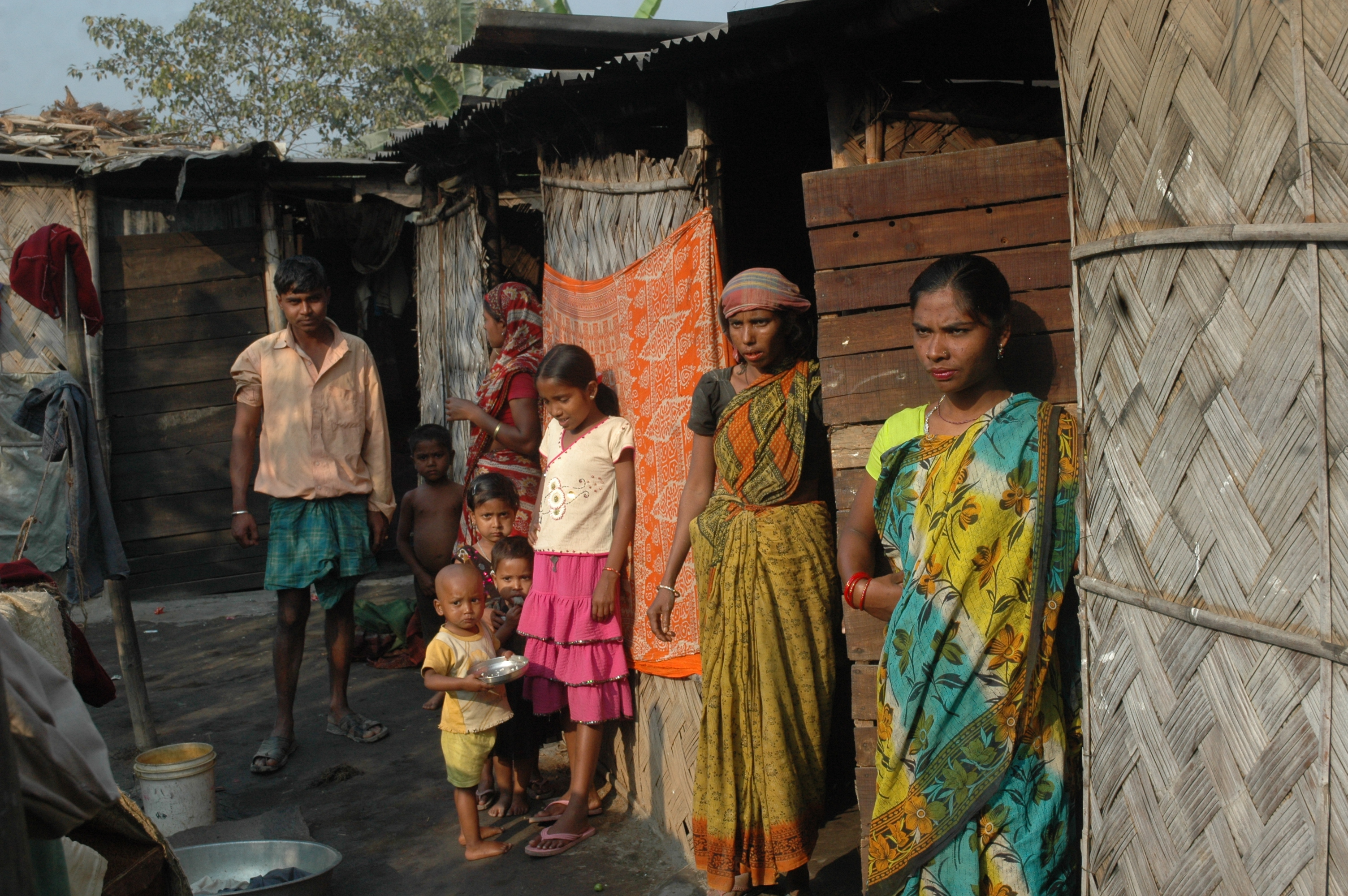
Abitanti di uno slum.

### Povertà
In India almeno un terzo dell'intera popolazione indiana, praticamente quasi tutti gli abitanti degli Stati Uniti, vive tutt'oggi al di sotto della soglia minima di povertà; secondo alcune stime effettuate dalla Banca Mondiale e che si basano su dati del 2005, l'India aveva 456 milioni di persone (più del 40% del totale) che continuava a vivere al di sotto della quota minima di sopravvivenza stabilita in 1,25 dollari al giorno, con il 33% di tutti i poveri del pianeta che risiedono all'interno del paese. Complessivamente quasi il 75% della popolazione vive con meno di 2 dollari al giorno, rispetto alla media del 72,2% dell'intera Africa subsahariana.
Anche se le classi sociali più elevate hanno guadagnato in tenore di vita dei recenti sviluppi economici positivi, l'India soffre di una sostanziale e generalizzata condizione di povertà; la distribuzione della ricchezza è piuttosto irregolare, col 10% delle persone che guadagnano il 33% dell'intero reddito nazionale. Nonostante i significativi progressi economici compiuti negli ultimi decenni, un quarto della popolazione guadagna meno di 40 centesimi di dollaro al giorno: i dati ufficiali del 2004-05 stimano che il 27,5%.  degli indiani sopravvivono in miseria quasi assoluta.
Un rapporto del 2007 da parte della Commissione nazionale gestita dallo stato per le imprese del settore non organizzato (NCEUS) rilevò che il 25% degli indiani (236 milioni di persone) viveva ancora con meno di 50 centesimi di dollaro quotidiani, con la maggioranza degli impiegati in ambito lavorativo nei settori informali privi di qualsiasi forma di previdenza sociale e protezione legislativa

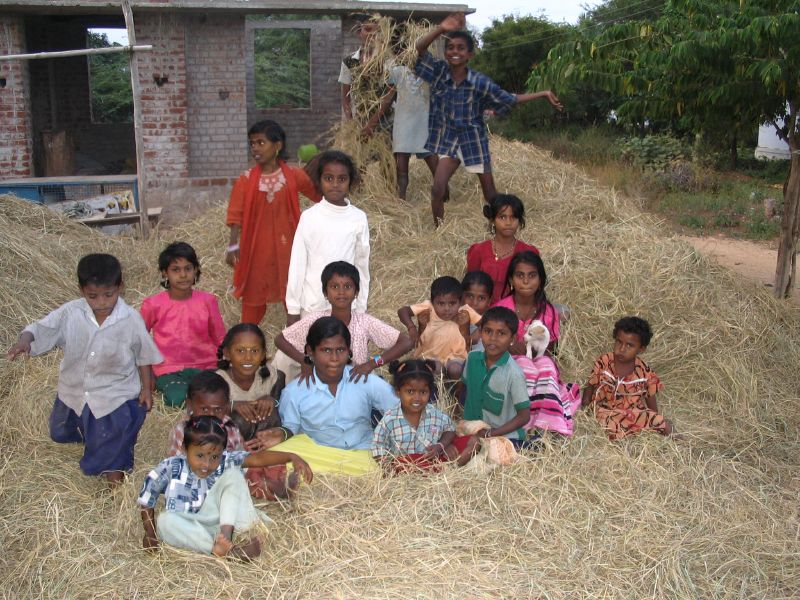
Bambini di un villaggio dalit a Madurai.

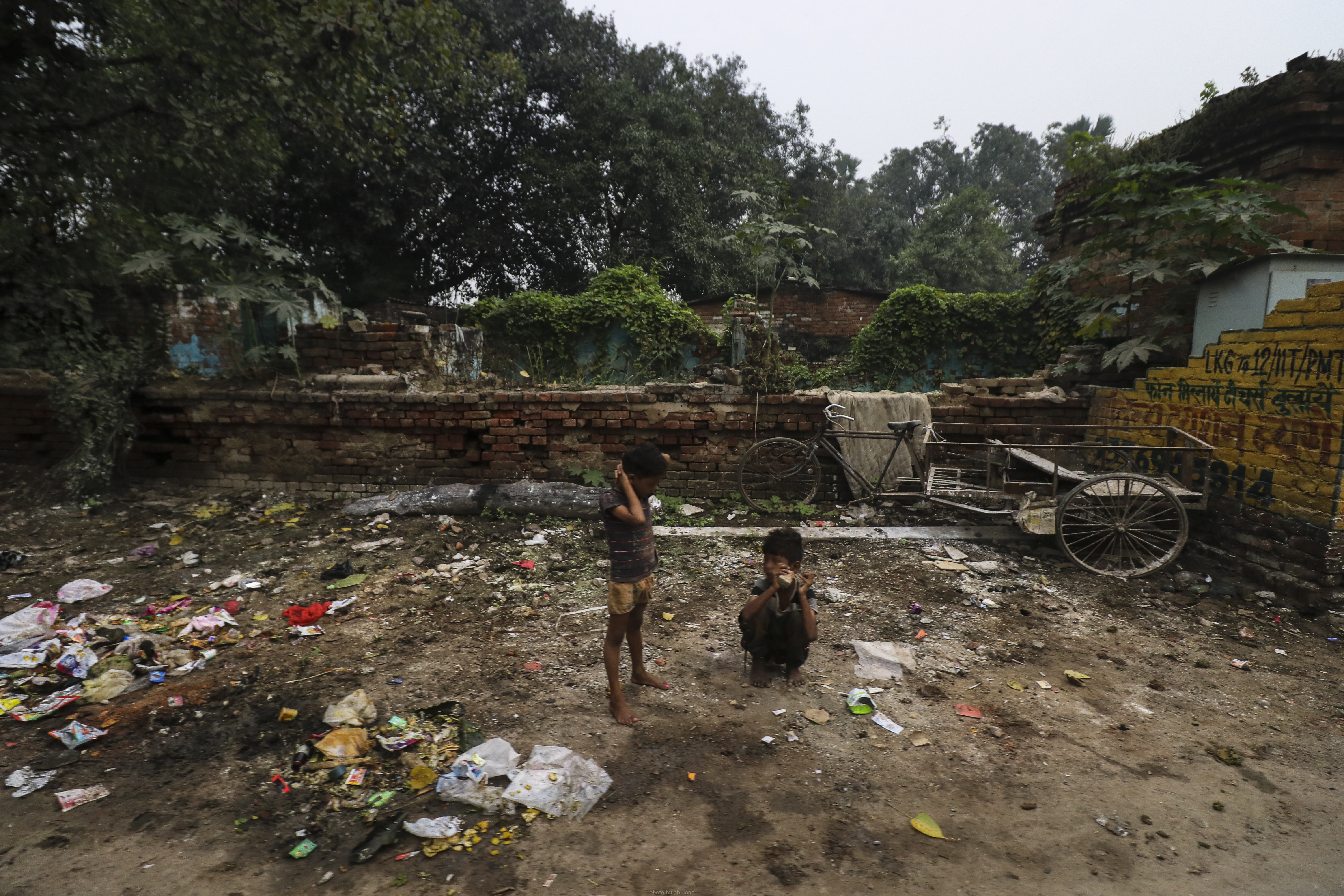
Scena di vita quotidiana a Varanasi (Uttar Pradesh, India)

### Sanità
La mancanza di servizi igienici adeguati è una delle più grandi preoccupazioni sanitarie del paese; le statistiche condotte dall'UNICEF nel 2008 hanno dimostrato che solamente il 31% della popolazione indiana è in grado di utilizzare strutture sanitarie adeguate, con una morte su 10 in India legata alla carenza di igiene. La diarrea cronica è causa di mortalità di una persona su 20;solo nell'anno 2006 circa 450.000 decessi sono stati dovute a cause correlate a dissenteria, di cui l'88% erano bambini al di sotto dei 5 anni. Studi approfonditi dell'UNICEF hanno infine anche dimostrato che le malattie derivanti dai cattivi servizi igienico-sanitari colpiscono i bambini nel loro sviluppo cognitivo.
Le persone che non hanno accesso a strutture sanitarie adeguate si ritrovano costrette a defecare in pubblico o nei corsi d'acqua, ed un grammo di feci può potenzialmente contenere 10 milioni di virus, 1 milione di batteri, 1000 cisti parassitarie e 100 uova di vermi. Il fiume Gange porta più di un milione di litri di liquami fognari in dismissione al minuto; l'altissimo livello di contaminazione del fiume dai rifiuti umani organici promuove facilmente la diffusione di malattie contagiose quali il colera, causando morti soprattutto negli strati di popolazione più sensibile, soprattutto bambini-
La mancanza di servizi igienici e acqua pulita porta anche a notevoli perdite economiche, pari al 6,4% del PIL nazionale (questo nel 2006, equivalente a 53,8 milioni di dollari); inoltre il 20% delle famiglie più povere che vivono nelle aree urbane porta su di sé il più alto impatto economico pro-capite derivante dalla mancanza di strutture sanitarie.

### Corruzione
Un altro grave problema che affligge l'India è la corruzione presente soprattutto tra i poliziotti che purtroppo troppo spesso vengono corrotti dai criminali.

## Educazione
Vi è un legame diretto tra l'educazione e la crescita economica, ciò è stato osservato da Theodore W. Schultz; qui l'accesso al lavoro retribuito gioca un ruolo molto importante.

## Violenza

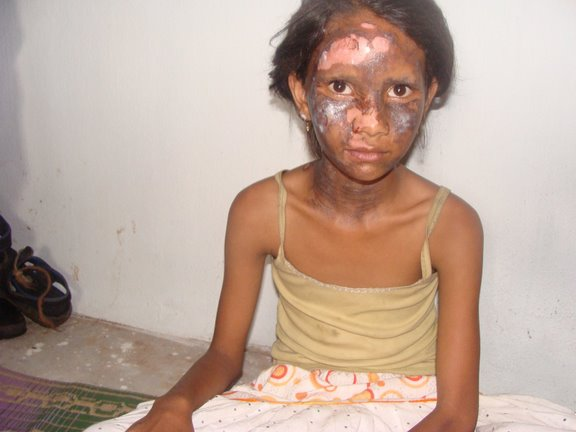
Bambina cristiana ferita durante l'esplosione di violenza religiosa scoppiata in Orissa nel 2008.

### Violenza di tipo religioso fondamentalista
Costituzionalmente l'India è uno stato laico, ma periodicamente si verificano all'interno del paese esplosioni di violenza su larga scala a matrice religiosa.
Negli ultimi anni ci è stato anche un forte aumento di violenti attacchi contro i cristiani indiani, spesso perpetrati da nazionalisti indù

### Terrorismo

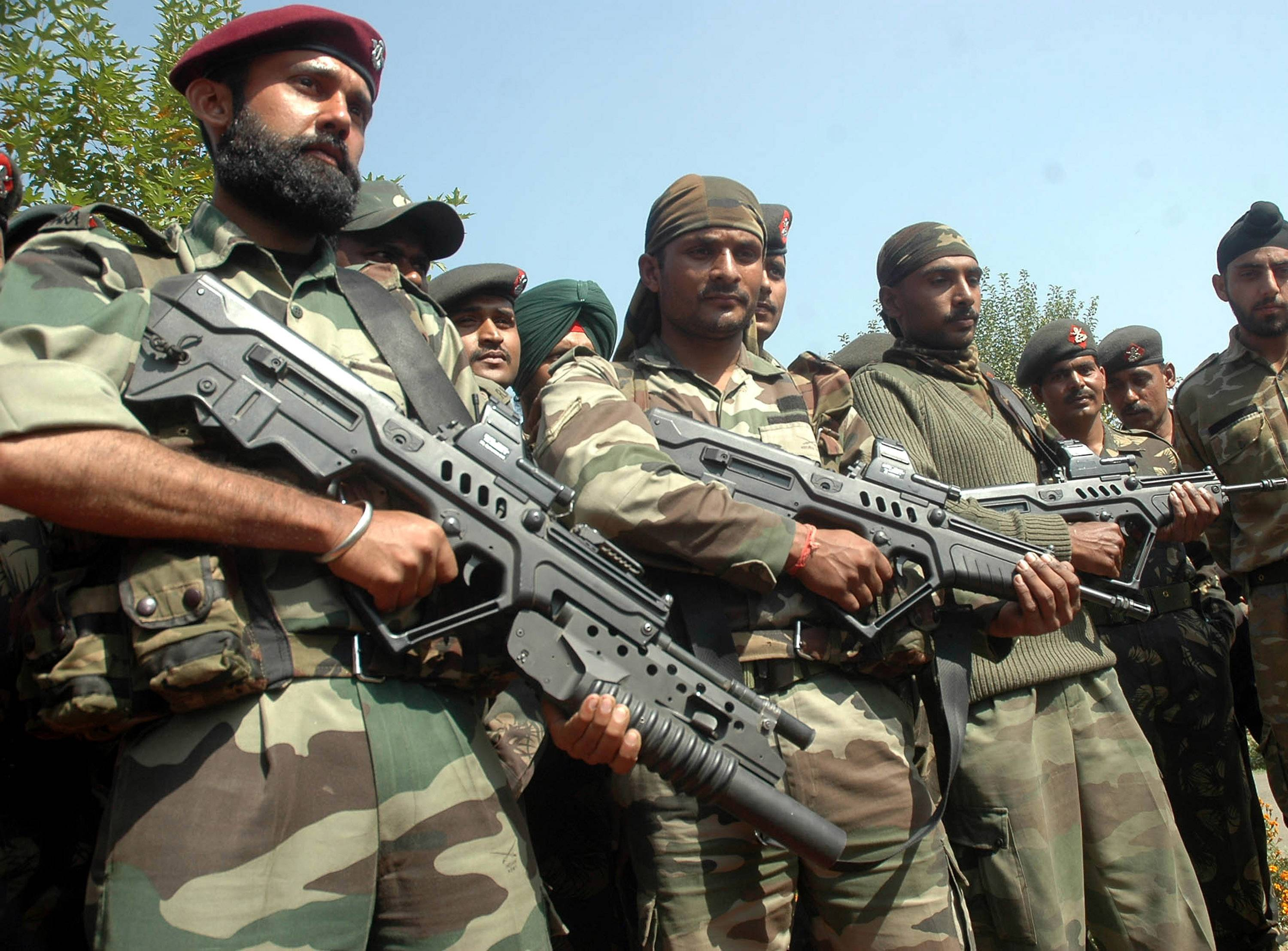
Forze speciali anti-terrorismo indiane.

### Naxalismo
Naxaliti è il nome informale dato a gruppi comunisti d'ispirazione maoista presenti in India. Inizialmente il movimento ha avuto il proprio centro direttivo nel Bengala occidentale; negli ultimi anni però si sono sempre più diffusi in tutte le aree meno sviluppate delle zone rurali dell'India centrale ed orientale come Chhattisgarh e Andhra Pradesh. Vari governi locali e regionali li considerano organizzazioni terroristiche